# Ingleborough Cave
Koordinaten: 54° 8′ 6,3″ N, 2° 22′ 39,7″ W

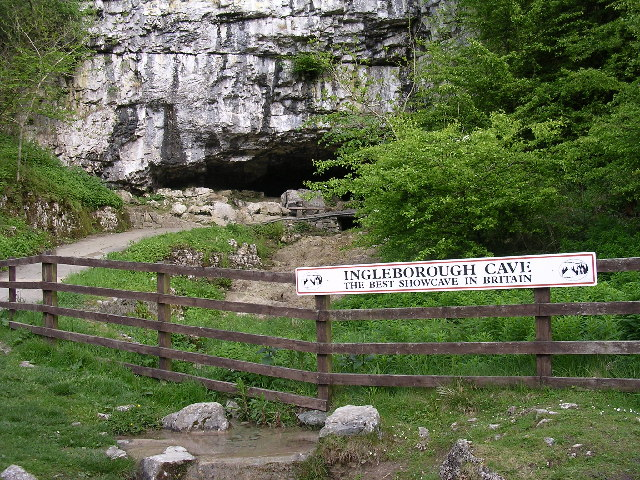
Der Eingang zur Ingleborough Cave

Die Ingleborough Cave ist eine Höhle im Berg Ingleborough in North Yorkshire, England.
Die Höhle stand bis 1837 durch einen natürlichen Damm weitgehend unter Wasser. In der Folge einer Flut brach dieser Damm und machte eine Tropfsteinhöhle zugänglich. Heute sind 500 m der Höhle als Schauhöhle zugänglich. Hinter der Schauhöhle erstreckt sich ein Höhlensystem, das eine nachgewiesene Verbindung zur Gaping Gill Höhle hat. Wasser, das vom Fell Beck in die Gaping Gill Höhle fließt, kommt an der Ingleborough Cave wieder an die Oberfläche und wird zum Clapham Beck.